# 500

500(오백)은 499보다 크고 501보다 작은 자연수다.

## 수학
- 합성수로, 그 약수는 총 12개다. (1, 2, 4, 5, 10, 20, 25, 50, 100, 125, 250, 500)
  - 500의 진약수의 합은 592이므로, 500은 과잉수다.
- 7번째 아킬레스 수다. 앞의 아킬레스 수는 432, 다음은 648이다.
- 자릿수 제곱합이 제곱수인 52번째 자연수다. 이 성질을 지닌 앞의 수는 488, 다음 수는 600이다. (OEIS의 수열 A175396)
  - {\displaystyle 5^{2}+0^{2}+0^{2}=25+0+0=25=5^{2}}
- {\displaystyle 500={\frac {1}{2}}\times 10^{3}}

## 과학·기술
- NGC 500(영어판): 물고기자리 방향에 있는 렌즈형은하.
- HTTP 500 (Internal Server Error→내부 서버 오류): 서버에 오류가 발생하여, 요청한 작업을 수행할 수 없음을 의미하는 HTTP 상태 코드.
- SMTP에서 알 수 없는 명령에 의한 문법 에러에 대한 상태값.
- 피아트 500: 피아트의 경승용차.

## 교통

### 철도
- 신칸센 500계 전동차

### 도로
- 고속도로 및 국도
  - 광주외곽순환고속도로의 노선 번호.
  - 오토루트 500호선(프랑스어판): 프랑스의 고속도로.
  - 일본 500번 국도(일본어판): 오이타현 벳푸시에서 사가현 도스시까지 이어지는 일본의 국도.
- 기타 도로
  - 현도 제500호선

## 문화유산
- 대한민국의 보물 제500호: 하동 쌍계사 대웅전
- 대한민국의 사적 제500호: 용인 보정동 고분군

## 스포츠
- 스피드 스케이팅, 쇼트트랙 종목 중 가장 짧은 거리 500m.
- 500 홈런 클럽: 메이저 리그 베이스볼(MLB)에서 통산 500개 이상의 홈런을 친 타자들이 가입하는 클럽.

## 방송
- KT HCN의 SPOTV 채널 번호.

## 기타
- 연도: 500년, 기원전 500년
- 한국십진분류법에서 기술과학에 관한 책들이 분류되는 번호.
- 대한민국에서는 500원까지, 일본에서는 500엔까지 동전이 만들어진다.
- 대한민국의 500원 동전은 두루미이다.
- 대학수학능력시험 점수 만점은 500점이다.

## 500번대의 다른 자연수

### 501~509
- 501 (오백일, DI, 1F516) = 3×167
  - 154번째 반소수.
- 502 (오백이, DII, 1F616) = 2×251
  - 155번째 반소수.
- 503 (오백삼, DIII, 1F716): 96번째 소수.
  - 18번째 안전 소수(↔ 251).
  - 2부터 7까지 연속하는 네 소수의 세제곱합.
- 504 (오백사, DIV, 1F816) = 23×32×7
  - 13번째 트리보나치 수, 16번째 헵타나치 수.
- 505 (오백오, DV, 1F916) = 5×101
  - 회문수, 156번째 반소수.
  - 피타고라스 삼조의 빗변의 길이. ({\displaystyle 505^{2}=217^{2}+456^{2}=336^{2}+377^{2}})
  - 연속하는 두 팔각수(8, 21)의 제곱합, 2부터 11까지 연속하는 자연수 10개의 제곱합.
- 506 (오백육, DVI, 1FA16) = 2×11×23
  - 62번째 쐐기수, 11번째 십일각수, 11번째 사각뿔수.
  - 연속하는 두 자연수(22, 23)의 곱.
- 507 (오백칠, DVII, 1FB16) = 3×132
- 508 (오백팔, DVIII, 1FC16) = 22×127
- 509 (오백구, DIX, 1FD16): 97번째 소수.
  - 25번째 슈퍼 소수, 26번째 소피 제르맹 소수(↔ 1019).
  - 피타고라스 삼조의 빗변의 길이. ({\displaystyle 509^{2}=220^{2}+459^{2}})
  - 연속하는 세 자연수(12, 13, 14)의 제곱합.

### 510~519
- 510 (오백십, DX, 1FE16) = 2×3×5×17
- 511 (오백십일, DXI, 1FF16) = 7×73
  - 157번째 반소수.
- 512 (오백십이, DXII, 20016) = 29 = 83
  - 8번째 이십각수.
- 513 (오백십삼, DXIII, 20116) = 33×19
  - 9번째 십육각수.
- 514 (오백십사, DXIV, 20216) = 2×257
  - 158번째 반소수, 19번째 중심있는 삼각수.
  - 연속하는 두 홀수(15, 17)의 제곱합.
- 515 (오백십오, DXV, 20316) = 5×103
  - 회문수, 159번째 반소수.
  - 연속하는 세 홀수(11, 13, 15)의 제곱합.
- 516 (오백십육, DXVI, 20416) = 22×3×43
  - 39번째 불가촉수.
- 517 (오백십칠, DXVII, 20516) = 11×47
  - 160번째 반소수.
- 518 (오백십팔, DXVIII, 20616) = 2×7×37
  - 63번째 쐐기수, 40번째 불가촉수.
- 519 (오백십구, DXIX, 20716) = 3×173
  - 161번째 반소수.

### 520~529
- 520 (오백이십, DXX, 20816) = 23×5×13
  - 41번째 불가촉수.
- 521 (오백이십일, DXXI, 20916): 98번째 소수.
  - 13번째 뤼카 수.
  - 피타고라스 삼조의 빗변의 길이. ({\displaystyle 521^{2}=279^{2}+440^{2}})
- 522 (오백이십이, DXXII, 20A16) = 2×32×29
- 523 (오백이십삼, DXXIII, 20B16): 99번째 소수.
- 524 (오백이십사, DXXIV, 20C16) = 22×131
- 525 (오백이십오, DXXV, 20D16) = 3×52×7
  - 회문수.
  - {\displaystyle 525=10^{2}+13^{2}+16^{2}=2^{2}+11^{2}+20^{2}}
- 526 (오백이십육, DXXVI, 20E16) = 2×263
  - 162번째 반소수, 15번째 중심있는 오각수.
- 527 (오백이십칠, DXXVII, 20F16) = 17×31
  - 163번째 반소수.
- 528 (오백이십팔, DXXVIII, 21016) = 24×3×11
  - 32번째 삼각수.
- 529 (오백이십구, DXXIX, 21116) = 232
  - 164번째 반소수.

### 530~539
- 530 (오백삼십, DXXX, 21216) = 2×5×53
  - 64번째 쐐기수, 42번째 불가촉수.
  - 4번째 섹시 소수쌍(13, 19)의 제곱합.
- 531 (오백삼십일, DXXXI, 21316) = 32×59
- 532 (오백삼십이, DXXXII, 21416) = 22×7×19
  - 19번째 오각수.
- 533 (오백삼십삼, DXXXIII, 21516) = 13×41
  - 165번째 반소수, 서로 다른 두 소수(2, 23)의 제곱합으로 나타낼 수 있는 14번째 반소수.
  - 피타고라스 삼조의 빗변의 길이. ({\displaystyle 533^{2}=92^{2}+525^{2}=308^{2}+435^{2}})
- 534 (오백삼십사, DXXXIV, 21616) = 2×3×89
  - 65번째 쐐기수.
  - 10부터 13까지 연속하는 네 자연수의 제곱합.
- 535 (오백삼십오, DXXXV, 21716) = 5×107
  - 회문수, 166번째 반소수.
- 536 (오백삼십육, DXXXVI, 21816) = 23×67
- 537 (오백삼십칠, DXXXVII, 21916) = 3×179
  - 167번째 반소수.
- 538 (오백삼십팔, DXXXVIII, 21A16) = 2×269
  - 168번째 반소수, 서로 다른 두 소수(3, 23)의 제곱합으로 나타낼 수 있는 15번째 반소수.
- 539 (오백삼십구, DXXXIX, 21B16) = 72×11

### 540~549
- 540 (오백사십, DXL, 21C16) = 22×33×5
  - 43번째 불가촉수, 15번째 칠각수, 12번째 십각수.
  - 6부터 14까지 연속하는 짝수 5개의 제곱합.
  - 오각형의 모든 내각의 합.
- 541 (오백사십일, DXLI, 21D16): 100번째 소수.
  - 피타고라스 삼조의 빗변의 길이. ({\displaystyle 541^{2}=341^{2}+420^{2}})
- 542 (오백사십이, DXLII, 21E16) = 2×271
  - 169번째 반소수.
- 543 (오백사십삼, DXLIII, 21F16) = 3×181
  - 170번째 반소수.
- 544 (오백사십사, DXLIV, 22016) = 25×17
- 545 (오백사십오, DXLV, 22116) = 5×109
  - 회문수, 171번째 반소수, 17번째 중심있는 사각수.
  - 피타고라스 삼조의 빗변의 길이. ({\displaystyle 545^{2}=33^{2}+544^{2}=184^{2}+513^{2}})
- 546 (오백사십육, DXLVI, 22216) = 2×3×7×13
- 547 (오백사십칠, DXLVII, 22316): 101번째 소수.
  - 26번째 슈퍼 소수.
  - 14번째 중심있는 육각수, 13번째 중심있는 칠각수.
- 548 (오백사십팔, DXLVIII, 22416) = 22×137
- 549 (오백사십구, DXLIX, 22516) = 32×61

### 550~559
- 550 (오백오십, DL, 22616) = 2×52×11
  - 10번째 오각뿔수.
- 551 (오백오십일, DLI, 22716) = 19×29
  - 172번째 반소수.
- 552 (오백오십이, DLII, 22816) = 23×3×23
  - 44번째 불가촉수.
  - 연속하는 두 자연수(23, 24)의 곱.
- 553 (오백오십삼, DLIII, 22916) = 7×79
  - 173번째 반소수.
- 554 (오백오십사, DLIV, 22A16) = 2×277
  - 174번째 반소수, 서로 다른 두 소수(5, 23)의 제곱합으로 나타낼 수 있는 16번째 반소수.
- 555 (오백오십오, DLV, 22B16) = 3×5×37
  - 회문수, 66번째 쐐기수.
- 556 (오백오십육, DLVI, 22C16) = 22×139
  - 45번째 불가촉수.
- 557 (오백오십칠, DLVII, 22D16): 102번째 소수.
  - 피타고라스 삼조의 빗변의 길이. ({\displaystyle 557^{2}=165^{2}+532^{2}})
- 558 (오백오십팔, DLVIII, 22E16) = 2×32×31
- 559 (오백오십구, DLIX, 22F16) = 13×43
  - 175번째 반소수, 13번째 구각수.
  - 7부터 12까지 연속하는 자연수 6개의 제곱합, 연속하는 두 자연수(6, 7)의 세제곱합.

### 560~569
- 560 (오백육십, DLX, 23016) = 24×5×7
  - 14번째 팔각수, 14번째 사면체수.
  - 2021년 11월 19일 문화재 관련 법령의 개정 전 대한민국의 사적에 지정된 마지막 일련번호.
- 561 (오백육십일, DLXI, 23116) = 3×11×17
  - 67번째 쐐기수, 33번째 삼각수, 11번째 십이각수, 가장 작은 카마이클 수.
- 562 (오백육십이, DLXII, 23216) = 2×281
  - 176번째 반소수, 46번째 불가촉수.
- 563 (오백육십삼, DLXIII, 23316): 103번째 소수.
  - 27번째 슈퍼 소수, 19번째 안전 소수(↔ 281).
  - 서로 다른 세 소수(3, 5, 23)의 제곱합으로 나타낼 수 있는 8번째 소수.
- 564 (오백육십사, DLXIV, 23416) = 22×3×47
- 565 (오백육십오, DLXV, 23516) = 5×113
  - 회문수, 177번째 반소수.
  - 피타고라스 삼조의 빗변의 길이. ({\displaystyle 565^{2}=276^{2}+493^{2}=396^{2}+403^{2}})
- 566 (오백육십육, DLXVI, 23616) = 2×283
  - 178번째 반소수.
- 567 (오백육십칠, DLXVII, 23716) = 34×7
  - 2021년 11월 19일 문화재 관련 법령의 개정 전 대한민국의 천연기념물에 지정된 마지막 일련번호.
- 568 (오백육십팔, DLXVIII, 23816) = 23×71
  - 67 이하의 모든 소수의 합.
- 569 (오백육십구, DLXIX, 23916): 104번째 소수.
  - 피타고라스 삼조의 빗변의 길이. ({\displaystyle 569^{2}=231^{2}+520^{2}})

### 570~579
- 570 (오백칠십, DLXX, 23A16) = 2×3×5×19
- 571 (오백칠십일, DLXXI, 23B16): 105번째 소수.
  - 20번째 중심있는 삼각수.
- 572 (오백칠십이, DLXXII, 23C16) = 22×11×13
- 573 (오백칠십삼, DLXXIII, 23D16) = 3×191
  - 179번째 반소수.
- 574 (오백칠십사, DLXXIV, 23E16) = 2×7×41
  - 68번째 쐐기수.
- 575 (오백칠십오, DLXXV, 23F16) = 52×23
  - 회문수.
- 576 (오백칠십육, DLXXVI, 24016) = 26×32 = 242
  - 47번째 불가촉수, 15번째 케이크 수.
- 577 (오백칠십칠, DLXXVII, 24116): 106번째 소수.
  - 13번재 프로트 소수({\displaystyle 577=9\times 2^{6}+1}).
  - 피타고라스 삼조의 빗변의 길이. ({\displaystyle 577^{2}=48^{2}+575^{2}})
- 578 (오백칠십팔, DLXXVIII, 24216) = 2×172
- 579 (오백칠십구, DLXXIX, 24316) = 3×193
  - 180번째 반소수.
  - 연속하는 세 소수(11, 13, 17)의 제곱합.

### 580~589
- 580 (오백팔십, DLXXX, 24416) = 22×5×29
  - 연속하는 두 짝수(16, 18)의 제곱합.
- 581 (오백팔십일, DLXXXI, 24516) = 7×83
  - 181번째 반소수.
- 582 (오백팔십이, DLXXXII, 24616) = 2×3×97
  - 69번째 쐐기수.
- 583 (오백팔십삼, DLXXXIII, 24716) = 11×53
  - 182번째 반소수.
- 584 (오백팔십사, DLXXXIV, 24816) = 23×73
  - 48번째 불가촉수.
- 585 (오백팔십오, DLXXXV, 24916) = 32×5×13
  - 회문수, 9번째 십팔각수.
- 586 (오백팔십육, DLXXXVI, 24A16) = 2×293
  - 183번째 반소수.
  - {\displaystyle 586\approx 10^{2}(e+\pi )} (OEIS의 수열 A059742)
- 587 (오백팔십칠, DLXXXVII, 24B16): 107번째 소수.
  - 28번째 슈퍼 소수, 20번째 안전 소수(↔ 293).
  - 서로 다른 세 소수(3, 7, 23)의 제곱합으로 나타낼 수 있는 9번째 소수.
- 588 (오백팔십팔, DLXXXVIII, 24C16) = 22×3×72
  - 연속하는 두 삼각수(21, 28)의 곱.
- 589 (오백팔십구, DLXXXIX, 24D16) = 19×31
  - 184번째 반소수.

### 590~599
- 590 (오백구십, DXC, 24E16) = 2×5×59
  - 70번째 쐐기수, 20번째 오각수.
  - 연속하는 세 자연수(13, 14, 15)의 제곱합.
- 591 (오백구십일, DXCI, 24F16) = 3×197
  - 185번째 반소수.
- 592 (오백구십이, DXCII, 25016) = 24×37
- 593 (오백구십삼, DXCIII, 25116): 108번째 소수.
  - 27번째 소피 제르맹 소수(↔ 1187).
  - 피타고라스 삼조의 빗변의 길이. ({\displaystyle 593^{2}=368^{2}+465^{2}})
- 594 (오백구십사, DXCIV, 25216) = 2×33×11
- 595 (오백구십오, DXCV, 25316) = 5×7×17
  - 회문수, 71번째 쐐기수, 34번째 삼각수, 10번째 십오각수, 7번째 삼십각수.
  - 6부터 12까지 연속하는 자연수 7개의 제곱합.
- 596 (오백구십육, DXCVI, 25416) = 22×149
  - 연속하는 세 짝수(12, 14, 16)의 제곱합, 9부터 15까지 연속하는 네 홀수의 제곱합.
- 597 (오백구십칠, DXCVII, 25516) = 3×199
  - 186번째 반소수.
- 598 (오백구십팔, DXCVIII, 25616) = 2×13×23
  - 72번째 쐐기수.
  - 각 자릿수의 순차적 거듭제곱의 합으로 이루어진 숫자. ({\displaystyle 5^{1}+9^{2}+8^{3}=598})
- 599 (오백구십구, DXCIX, 25716): 109번째 소수.
  - 29번째 슈퍼 소수.